# Imants Ziedonis
Imants Ziedonis (3. května 1933 Ragaciems – 27. února 2013 Riga) byl lotyšský básník, publicista, spisovatel, překladatel a autor krátké prózy tzv. epifanie. Byl jedním z nejpopulárnějších autorů lotyšské literatury, výraznou osobností během Zpívající revoluce a v neposlední řadě také poslanec v Nejvyšší radě Lotyšské republiky.

## Životopis
Narodil se v roce 1933 v rodině rybáře Jānise Ziedonise nedaleko Rigy. Vystudoval základní školu v Lapmežciems a v roce 1952 absolvoval střední školu v Tukumsu. Od roku 1952 do roku 1959 dálkově studoval filologii na Fakultě dějin a filozofie Lotyšské státní univerzity. Během studií vystřídal několik příležitostných zaměstnání, pracoval například jako knihovník, učitel nebo opravář silnic. V roce 1956 začal vydávat svá první literární díla a v roce 1961 byl přijat do Svazu spisovatelů. Dále se vzdělával na literárních kurzech na Institutu světové literatury M. Gorkého v Moskvě (1964). V této době vyšly jeho sbírky básní jako „Sirds dinamīts“ (1963) a „Motocikls“ (1965), za které obdržel lotyšskou státní cenu Lotyšské sovětské socialistické republiky (1967). Na konci 60. let pobýval v Kurzeme. Zážitky z této doby popsal v knize “Kurzemīte”. Kvůli chronickému onemocnění plic byl v letech 1974 a 1986 dlouhodobě léčen.
Během třetí fáze lotyšského národního obrození byl aktivním zastáncem hnutí za nezávislost v Lotyšsku. V roce 1990 byl zvolen do Nejvyšší rady. V roce 1991 rezignoval na svou funkci a dále pokračoval jako předseda Lotyšské kulturní nadace (1987–1993), poté vedoucí Lotyšského institutu (1998–2000). V roce 1997 byl poradcem předsedy vlády Guntarse Krasty v oblasti kultury, národní identity a dalších otázek.
Po cevní mozkové příhodě v roce 2005 ztratil schopnost mluvit, pokračoval však v psaní deníku. V roce 2010 založil nadaci Viegli, která byla vytvořena s cílem podporovat kreativní projekty v Lotyšsku a rozvíjet různé projekty v oblasti kultury. V roce 2011 např. pod záštitou této nadace vyšlo album „Viegli“ za přispění několika známých hudebníků. V roce 2010 uvedl Alvis Hermanis v Novém divadle v Rize hru „Ziedonis un Visums“.
Zemřel 27. února 2013.